# Felix Semmelroth

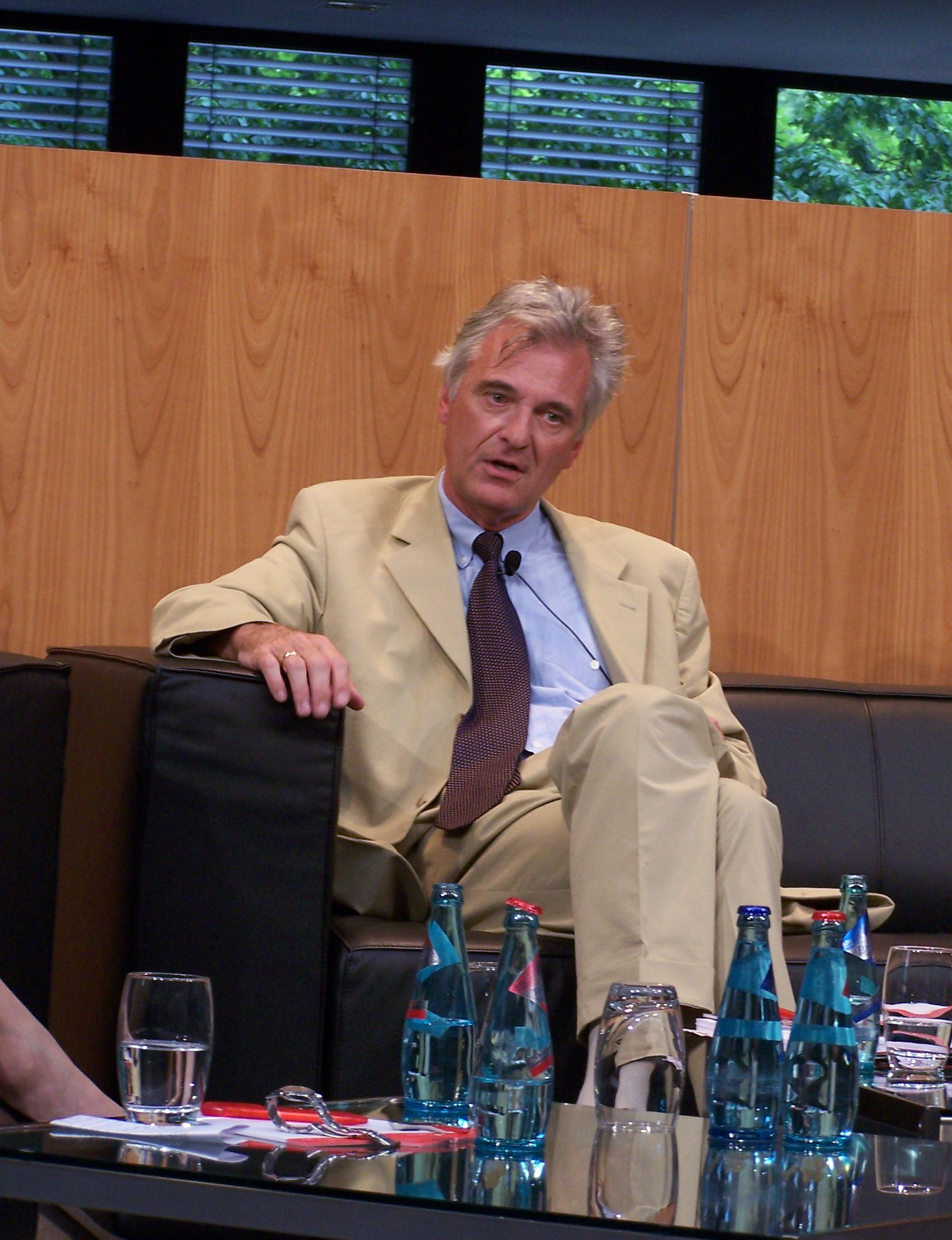
Felix Semmelroth bei einer Podiumsdiskussion der FR (2007)

Felix Semmelroth (* 30. August 1949 in Kassel) ein deutscher Kulturwissenschaftler und ehemaliger Kulturdezernent der Stadt Frankfurt am Main. Bis 2019 war er Antisemitismus-Beauftragter der Hessischen Landesregierung.

## Leben
Semmelroth studierte Anglistik, Literaturwissenschaft und Politikwissenschaft. Danach war er bei Radio Bremen und an der Technischen Hochschule Darmstadt tätig, wo er seit 1998 als Honorarprofessor für englische Literaturwissenschaft lehrt.
1989 holte Kulturdezernent Hilmar Hoffmann Semmelroth als Referenten für Literatur und Grundsatzangelegenheiten in das Frankfurter Kulturdezernat. Ab 1996 war er als Referent der Oberbürgermeisterin der Stadt, Petra Roth, tätig; ab 1999 arbeitete er als ihr Büroleiter.
Seit Juli 2006 war er gewählter Kulturdezernent und Nachfolger von Hans-Bernhard Nordhoff. Kurz zuvor trat er aus der SPD aus und wurde Parteimitglied der CDU. Da 2016 aufgrund neuer Mehrheitsverhältnisse die bisherige schwarz-grüne Koalition im Frankfurter  Römer nicht mehr weitergeführt werden konnte und die CDU das Kulturdezernat an ihren neuen Koalitionspartner SPD abgeben musste, erklärte Semmelroth Anfang Mai 2016 seinen Rücktritt zum 1. Juli 2016. Seine Nachfolgerin im Amt ist Ina Hartwig von der SPD.

## Tätigkeiten (Auswahl)
- Mitglied der Fachjury für den Kinder- und Jugendtheaterpreis Karfunkel der Stadt Frankfurt am Main

## Veröffentlichungen (Auswahl)
- Werner Bohne, Felix Semmelroth: Die künstlerische Objektivation des psychisch deformierten Individuums bei George Meredith. Minerva, München 1978, ISBN 3-597-10047-3. (zugl. Diss., Univ. Bremen 1977)
- Wozu diese dummen Fragen, Genossen?. In: Kursbuch, Rotbuch Verlag, Berlin, Nr. 55, März 1979. (Zeitschriftenaufsatz)
- Das Böse, das Grausame und das Häßliche. An Beispielen in der Jugend- und Populärkultur. In: Tausend und Ein Buch, Wien, Ausg. 1995 (2), S. 8–17. (Zeitschriftenaufsatz)
- Jean-Luc Godard, Felix Semmelroth (Red.): Theodor-W.-Adorno-Preis der Stadt Frankfurt am Main, Jean-Luc Godard . Amt für Wissenschaft und Kunst, Frankfurt am Main 1995.
- Felix Semmelroth u. a.: Olympische Spiele Frankfurt Rhein-Main 2012. Machbarkeitsstudie. Lembeck Verlag, Frankfurt am Main 2001.
- Cinzia Tacconi, Roberta Pieraccioli, Felix Semmelroth: Dietrich Klinge. Frankfurt am Main 2008, ISBN 978-3-925782-60-2. (deutsch, italienisch)